# オーテピア
オーテピア（OTEPIA）は、高知県高知市追手筋二丁目1番1号にある複合施設。
高知市民図書館と高知県立図書館の共同運営によるオーテピア高知図書館、高知声と点字の図書館、高知みらい科学館からなる。都道府県立図書館と市立図書館の合築は日本初で世界初である。2018年（平成30年）7月24日に開館した。

## 名称の由来
所在地である追手筋（おおてすじ）の「オーテ」と、英語で仲間を意味する「ピア（peer）」を組み合わせたものである。「多くの仲間が集い利用される場になってほしい」との願いから、 英語で「仲間」を表す「peer」が用いられた。

## 沿革
- 2010年（平成22年） - 新図書館等複合施設の基本構想を策定。
- 2011年（平成23年） - 新図書館等複合施設の基本計画を策定し、基本設計が完了。
- 2013年（平成25年） - 新図書館等複合施設の実施設計が完了。
- 2014年（平成26年） - 旧高知市立追手前小学校の跡地（高知県高知市追手筋二丁目1番1号）で建築工事に着工。
- 2018年（平成30年）7月24日 - オーテピアが開館。
- 2020年（令和2年） - 日本建設業連合会が主催する第61回BCS賞を受賞[2]。

## オーテピア高知図書館
オーテピア高知図書館（オーテピアこうちとしょかん、英：OTEPIA Kochi Library）は、高知県高知市追手筋二丁目1番1号にある図書館等複合施設「オーテピア」に設置されている公共図書館である。
高知県立図書館（こうちけんりつとしょかん、英：Kochi Prefectural Library）および高知市民図書館（本館）（こうちしみんとしょかん、英：Kochi Municipal Library）の両図書館が、移転及び共同運営を開始したことにより、2018年（平成30年）7月24日に「オーテピア高知図書館」として開館した。
「オーテピア高知図書館」はあくまで愛称であり、正式名称は引き続き「高知県立図書館」と「高知市立市民図書館（本館）」である。

### 施設概要
- 閲覧席：615席（4階学習室を除く）
- 諸室：グループ室5室、静寂読書室4室、研究個室9室、対面音訳室3室
  - 2階 共同楽習スペース（ラーニング・コモンズ）、静寂読書室、グループ室
  - 3階 研究個室、静寂読書室、グループ室
  - 4階 ホール（机ありで120人、机なしで200人収容可能）、研修室、集会室、学習室
- 収蔵能力：約205万冊（うち開架書庫は約34万冊）[3]

- 2階・3階 - 開架・閲覧スペースを中心としたフロア。
- 2階 - 一般向け図書及び雑誌コーナー、こどもコーナー、青少年向けのティーンズ・コーナーのほか、子ども読書活動の関係者が活用できる児童図書研究コーナーも設けている。
- 3階 - 課題解決型の図書館として、ビジネス・科学・産業・農業、健康・安心・防災情報に関する専用スペースを設け、資料を幅広く取り揃えている。また、高知資料コーナーや、さまざまなニーズに対応した視聴覚資料コーナーなども設けている。
  - コーナー内のレイアウト等は変わることがある。
- 景色を眺めながら読書ができる窓辺のデスクや、静かに調べものができる部屋など、さまざまなタイプの閲覧席・諸室を設置している。
- 新たにセルフ式の貸出機・返却機を置き、貸出・返却の手続きを利用者ができるようにしている。また、窓口を通さずに予約資料の受取り、貸出手続きができる予約受取コーナーも設置している。
- 4階
  - 集会機能：ホール120席（机なし200席）、研修室90席、集会室72席
  - 諸室：学習室96席、郷土史研究室、図書館事務室など

### 利用情報
開館時間
- 火曜 - 金曜：9:00 - 20:00
- 土曜：9:00 - 18:00（7月・8月は20:00まで）
- 日曜・祝日：9:00 - 18:00

休館日
- 月曜日（祝日の場合は開館）
- 毎月第3金曜日（8月および祝日を除く）
- 8月11日（山の日）を含む4日間（資料特別整理期間）
- 年末年始（12月29日 - 1月4日）

## オーテピア高知声と点字の図書館
オーテピア高知声と点字の図書館（オーテピアこうちこえとてんじのとしょかん、英：OTEPIA Kochi Talking Book & Braille Library）は、高知県高知市追手筋二丁目1番1号にある図書館等複合施設「オーテピア」の1階に設置されている主に読書困難者向けの図書館。
視覚障害や学習障害などで文字を読解することが困難であったり、高齢・病気などにより小さい文字の読解に支障をきたしたり、その他寝たきりや上肢の障害等で本を手に持つことやページをめくることが難しいなど活字図書の利用が困難にある人が利用登録できるようになっている。

### 施設概要
- 閲覧室：24席
- 対面音訳室：3室（相談室2室も利用可能）
- 収蔵能力（点字図書）：約6万冊、（録音図書）：ＣＤ約2万枚、カセットテープ約5.4万巻
- 会議室：30席
- 図書等製作諸室：ボランティアスペース、校正室、印刷・製本室、録音室、編集室

- 親しみやすいオープンな閲覧室のほか、対面音訳室や相談室を設置している。
- 点字図書や録音図書、各種の情報支援機器等を備え、視覚障害者など活字図書の利用が困難な利用者に対する読書の支援や情報提供を行っている。
- 視覚障害者の日常生活や情報取得をサポートする用具・機器等の展示コーナーを設置している。
- ボランティアが点字・録音図書等の製作を行うためのスペースや録音室、編集室を設け、障害者用図書の製作を行っている。

### 利用情報
開館時間
- 火曜 - 金曜：9:00 - 20:00
- 土曜：9:00 - 18:00（7月・8月は20:00まで）
- 日曜・祝日：9:00 - 18:00

休館日
- 月曜日（祝日の場合は開館）
- 毎月第3金曜日（8月および祝日を除く）
- 8月11日（山の日）を含む4日間（資料特別整理期間）
- 年末年始（12月29日 - 1月4日）

## 高知みらい科学館
高知みらい科学館（こうちみらいかがくかん、英：Kochi MIRAI Science Center）は、高知県高知市追手筋二丁目1番1号にある図書館等複合施設「オーテピア」5階に設置されている科学館である。

### 施設概要
常設展示
- 高知の科学・ものづくりゾーン - 高知にゆかりのある科学者たちを紹介するコーナーや、高知の企業や学校等の科学・ものづくりの技術を紹介するコーナーを設置している。
  - 高知の科学者たち
  - 高知の科学とものづくり
- 高知の自然と生きものゾーン - 高知にすむ生きものたちを通して自然環境や生物多様性を学べるコーナーや、化石や骨格標本を通して生命のつながりや生物の進化を学べるコーナーを設置。
  - 生物の進化
  - 生物多様性〜高知にすむ生きものたち〜
  - 生きものを調べる
  - 生きものと人間のかかわり
- 宇宙・地球・科学体験ゾーン - 気象・地震・地球環境など、地球に関する100以上の映像やデータを球形ディスプレイに映し出し、手で回転させながら学習できるデジタル地球儀をはじめ、宇宙・地球・光・音・運動・電気・感覚など、さまざまな科学を体験できる展示アイテムを設置している。
  - 宇宙のふしぎ
  - 地球のふしぎ
  - 科学体験＜光と音＞
  - 科学体験＜力と運動＞
  - 科学体験＜電気と磁気＞
  - 科学体験＜感覚＞
- 企画展示スペース - 展示室の入口付近のスペースで定期的にミニ展示を行うほか、展示室の一部の展示物を移動させることにより、企画展示等が設置されている。ただし、展示アイテムの配置等は変更されることがある。

実験・体験
- サイエンスショー
  - 科学のふしぎを楽しめる実験ショーが披露される。
  - 土・日・祝日・夏休み等に実施。
  - 1回目11:40 - ・2回目13:30 - ・3回目15:00 - （各回約20分間）
- ミニかがく教室
  - 簡単な実験や工作で科学を体験できる。
  - 毎週日曜・夏休み等に実施。
  - 10:00 - 12:00（受付／9:00 - 11:30）・14:00 - 16:00（受付／13:00 - 15:30）
  - 工作・体験時間は約20分間。先着順で案内される。
  - 小学2年生以下の児童は保護者同伴必須。

実演タイム
- デジタル地球儀
  - 毎週日曜 11:00 - ・15:45 - （約15分間）
- からくり人形
  - 毎週日曜 14:15 - （約15分間）

設備案内
- サイエンススクエア – サイエンスショーなどを行う。
- 実験室 - 実験教室などを行う。
- 工作室 - ミニかがく教室などを行う。
- キッズスペース
  - ベビールーム
    - おむつ交換台・授乳室
    - 調乳用給湯器

  - キッズ休憩室
- 工房 - 実験・工作の材料などを製作する部屋。展示室から製作の様子を見学することができる。ただし、一般の利用は不可。

- 車椅子、ベビーカートの貸出も行っている。

#### プラネタリウム
- ドーム直径 12m
- 座席数 82席
- プラネタリウム機器（株式会社五藤光学研究所）
  - 光学式投映機 「オルフェウス」
    - 主な恒星を約9,500個、天の川恒星を約800万個の星で再現。
    - 3.5等星までの色を再現。

  - デジタル映像システム 「バーチャリウムX」
    - 2台のプロジェクタで全天周映像を投映。
    - 3次元の星空を再現し、自由に宇宙空間を移動可能。

投映スケジュール（都合により変更する場合あり）
- 火曜日 - 木曜日
  - 16:15
- 金曜日
  - 16:15、17:45、19:15
- 土曜日・日曜日・祝日、夏休み・春休み等
  - 10：00、11：30、13：15、14：45、16：15
- 火曜日 - 金曜日には学校団体向け投影を実施。

- 各回約45分間
- 座席数：82席（自由席）

- 車いすのままでも観覧できる。
- 床面にはヒアリングループ補聴システムを設置している。補聴器・人工内耳のスイッチをTモード（Tコイル）に切替して利用できる。

### 利用情報
開館時間
- 9:00 - 18:00
  - 金曜日、7月・8月の土曜日は20:00まで

休館日
- 月曜日（祝日・振替休日の場合は開館）
- 年末年始（12月29日 - 1月4日）
- その他臨時休館日あり。

入館料
- 無料

プラネタリウム観覧料
- 大人 – チケット（1回分）：500円、年間パスポート：1500円
- 高校生 – チケット（1回分）：300円、年間パスポート：900円
- 小・中学生 – チケット（1回分）：100円、年間パスポート：300円
- 未就学児 – チケット（1回分）：無料、年間パスポート：なし
  - 安全のため、未就学児は保護者同伴必須。また、未就学児が座席を使用して観覧する場合は、科学館受付にて未就学児用「無料チケット」を受け取る必要あり。

- 当日券の販売のみ（9:00から販売）。

下記の該当者は各人、半額の料金となる。
- 65歳以上
- 身体障害者手帳、療育手帳、精神障害者保健福祉手帳の所持者とその介護者1名（年間パスポートは本人のみ）

## 建築概要
出典：
- 所在地：高知県高知市追手筋二丁目1番1号（高知市立追手前小学校敷地）
- 敷地面積：6,605.76 m2（多目的広場・遊歩道を含む）
- 建築面積：4,216.26 m2
- 延床面積：22,765.93 m2（機械式地下駐車場を除く）
  - オーテピア高知図書館：17,780.72 m2
  - オーテピア高知声と点字の図書館：917.94 m2
  - 高知みらい科学館：2,258.96 m2
  - 駐車場・駐輪場：1,736.27 m2
  - 機械式地下駐車場：949.59 m2
  - 公衆トイレ：72.04 m2
- 高さ：38.51m（プラネタリウムドーム屋根を含む）
- 階数：5階（建築基準法上は地上9階、地下1階）
- 構造：鉄骨造、鉄筋コンクリート造、鉄骨鉄筋コンクリート造

## 受賞歴
- 2018年 - 2018年照明普及賞（照明普及分科会）[5]
- 2020年12月22日 - 第61回BCS賞（一般社団法人日本建設業連合会）[6]

## アクセス
- とさでん交通伊野線「大橋通停留場」または「堀詰停留場」下車 徒歩5分
- とさでん交通「帯屋町」または「追手筋」バス停下車 徒歩2分